# Graciano Bortoni
Graciano Bortoni är en ort i Mexiko.   Den ligger i kommunen Sabinas Hidalgo och delstaten Nuevo León, i den centrala delen av landet, 800 km norr om huvudstaden Mexico City. Graciano Bortoni ligger 288 meter över havet och antalet invånare är 141.
Terrängen runt Graciano Bortoni är platt åt nordost, men åt sydväst är den kuperad. Runt Graciano Bortoni är det ganska glesbefolkat, med 24 invånare per kvadratkilometer. Närmaste större samhälle är Sabinas Hidalgo, 4,3 km nordväst om Graciano Bortoni. Trakten runt Graciano Bortoni består i huvudsak av gräsmarker.